# Marvin Kirchhöfer
Marvin Kirchhöfer (ur. 19 marca 1994) – niemiecki kierowca wyścigowy.

## Życiorys

### Karting
Marvin Kirchhöfer karierę wyścigową rozpoczął bardzo wcześnie, bo już w wieku zaledwie 5 lat. Największym sukcesem Niemca było zwycięstwo w mistrzostwach własnego kraju, w kategorii KF1.

### Niemiecka Formuła Master
W wyścigach samochodowych zadebiutował w 2012 roku, podpisując kontrakt z ekipą Lotusa, na starty w Niemieckiej Formule Masters. Kirchhöfer sięgnął po zwycięstwo już w pierwszym starcie, a sukces ten powtórzył jeszcze ośmiokrotnie. Prowadząc przez zdecydowaną większość sezonu w klasyfikacji generalnej, tytuł mistrzowski zapewnił sobie w ostatniej rundzie sezonu, na Hockenheimringu, gdzie popisał się kompletem trzech wygranych. Marvin stawał łącznie na podium w 16 z 23 startach, siedmiokrotnie uzyskał pole position, a także dziewięć razy wykręcił najszybszy czas okrążenia.

### Formuła 3
Rok później wygrywał w dwunastu wyścigach sezonu Niemieckiej Formuły 3 oraz szesnastokrotnie stawał na podium. Uzbierane 511 punktów pozwoliło mu zdobyć tytuł mistrzowski.
W 2014 roku Kirchhöfer wystartował także w Brytyjskiej Formule 3 podczas rundy na torze Silverstone Circuit z brytyjską ekipą Fortec Motorsports. Spośród trzech wyścigów, wygrał dwa, a w trzecim stanął na trzecim stopniu podium. Z dorobkiem 54 punktów został sklasyfikowany na ósmej pozycji w końcowej klasyfikacji kierowców.

### Seria GP3
Na sezon 2014 Niemiec podpisał kontrakt z francuską ekipą ART Grand Prix na starty w Serii GP3.  Wystartował łącznie w szesnastu wyścigach, spośród których w siedmiu stawał na podium. Był najlepszy w pierwszym wyścigu w Niemczech. Uzbierał łącznie 161 punktów, o dwa mniej niż Dean Stoneman. Zapewniło mu to trzecie miejsce w końcowej klasyfikacji kierowców.
W roku 2015 odnotował progres wyników, jednak musiał uznać wyższość swojego zespołowego partnera, Francuza Estebana Ocon oraz Włocha Lucę Ghiotto. Do końca sezonu walczył o trzecią lokatę z Brytyjczykiem Emilem Bernstorffem, którego ostatecznie pokonał różnicą sześciu punktów. W trakcie sezonu ośmiokrotnie stawał na podium, z tym pięciokrotnie na jego najwyższym stopniu. Zdarzały mu się jednak słabsze występy np. w Soczi, gdzie zajął odpowiednio dziewiątą i siódmą lokatę, co między innymi przyczyniło się do porażki w walce o tytuł. W swoim dorobku ma także pole position (wywalczony na Silverstone) oraz najszybsze okrążenie (na Circuit de Catalunya).

## Wyniki

### GP2
| Legenda oznaczeń w tabelach wyników Wyświetl szablon na nowej stronie | Legenda oznaczeń w tabelach wyników Wyświetl szablon na nowej stronie                                                                     |
| Oznaczenie                                                            | Wyjaśnienie |
| --------------------------------------------------------------------- | --- |
| Złoty                                                                 | Zwycięzca lub mistrzostwo |
| Srebrny                                                               | 2. miejsce lub wicemistrzostwo |
| Brązowy                                                               | 3. miejsce lub II wicemistrzostwo |
| Zielony                                                               | Ukończył, punktował (w klasyfikacji generalnej, gdy zdobył co najmniej jeden punkt na przestrzeni sezonu, poza trzema powyższymi opcjami) |
| Niebieski                                                             | Ukończył, nie punktował (w klasyfikacji generalnej, gdy nie zdobył co najmniej jednego punktu na przestrzeni sezonu)                      |
| Czerwony                                                              | Nie zakwalifikował się (NZ) |
| Czerwony                                                              | Nie prekwalifikował się (NPK) |
| Różowy                                                                | Nie ukończył (NU) |
| Różowy                                                                | Niesklasyfikowany (NS) (w klasyfikacji generalnej, gdy nie został sklasyfikowany w żadnym wyścigu sezonu)                                 |
| Czarny                                                                | Zdyskwalifikowany (DK) |
| Czarny                                                                | Wykluczony (WYK/EX) |
| Biały                                                                 | Nie wystartował (NW) |
| Biały                                                                 | Kontuzjowany (K/INJ) |
| Biały                                                                 | Wyścig odwołany (OD/C) |
| Bez koloru                                                            | Został wycofany (WYC/WD) |
| Bez koloru                                                            | Nie przybył (NP/DNA) |
| Bez koloru                                                            | Nie brał udziału w treningach (NT/DNP) |
| Bez koloru                                                            | Nie został zgłoszony (–) |
| Pogrubienie                                                           | Start z pole position |
| Kursywa                                                               | Najszybsze okrążenie wyścigu |
| †                                                                     | Nie ukończył, ale jego rezultat został zaliczony ze względu na przejechanie więcej niż 90% dystansu wyścigu.                              |
| *                                                                     | Sezon w trakcie |
| 1/2/3                                                                 | Punktowana pozycja w sprincie kwalifikacyjnym                                                                                             |
| Lista systemów punktacji Formuły 1                                    | |

| Rok  | Zespół | Wyniki w poszczególnych eliminacjach | Wyniki w poszczególnych eliminacjach | Wyniki w poszczególnych eliminacjach | Wyniki w poszczególnych eliminacjach | Wyniki w poszczególnych eliminacjach | Wyniki w poszczególnych eliminacjach | Wyniki w poszczególnych eliminacjach | Wyniki w poszczególnych eliminacjach | Wyniki w poszczególnych eliminacjach | Wyniki w poszczególnych eliminacjach | Wyniki w poszczególnych eliminacjach | Wyniki w poszczególnych eliminacjach | Wyniki w poszczególnych eliminacjach | Wyniki w poszczególnych eliminacjach | Wyniki w poszczególnych eliminacjach | Wyniki w poszczególnych eliminacjach | Wyniki w poszczególnych eliminacjach | Wyniki w poszczególnych eliminacjach | Wyniki w poszczególnych eliminacjach | Wyniki w poszczególnych eliminacjach | Wyniki w poszczególnych eliminacjach | Wyniki w poszczególnych eliminacjach | Punkty | Pozycja |
| ---- | ------ | ------------------------------------ | ------------------------------------ | ------------------------------------ | ------------------------------------ | ------------------------------------ | ------------------------------------ | ------------------------------------ | ------------------------------------ | ------------------------------------ | ------------------------------------ | ------------------------------------ | ------------------------------------ | ------------------------------------ | ------------------------------------ | ------------------------------------ | ------------------------------------ | ------------------------------------ | ------------------------------------ | ------------------------------------ | ------------------------------------ | ------------------------------------ | ------------------------------------ | ------ | ------- |
| 2016 | Carlin | ESP                                  | ESP                                  | MON                                  | MON                                  | AZE                                  | AZE                                  | AUT                                  | AUT                                  | GBR                                  | GBR                                  | HUN                                  | HUN                                  | GER                                  | GER                                  | BEL                                  | BEL                                  | ITA                                  | ITA                                  | MAL                                  | MAL                                  | ARE                                  | ARE                                  | 21     | 17      |
| 2016 | Carlin | 15                                   | 15                                   | 7                                    | 2                                    | NU                                   | 10                                   | NU                                   | 19                                   | 12                                   | 8                                    | 14                                   | 13                                   | 10                                   | 14                                   | NU                                   | 14                                   | 17                                   | 8                                    | 15                                   | 11                                   | –                                    | –                                    | 21     | 17      |

### GP3
| Legenda oznaczeń w tabelach wyników Wyświetl szablon na nowej stronie | Legenda oznaczeń w tabelach wyników Wyświetl szablon na nowej stronie                                                                     |
| Oznaczenie                                                            | Wyjaśnienie |
| --------------------------------------------------------------------- | --- |
| Złoty                                                                 | Zwycięzca lub mistrzostwo |
| Srebrny                                                               | 2. miejsce lub wicemistrzostwo |
| Brązowy                                                               | 3. miejsce lub II wicemistrzostwo |
| Zielony                                                               | Ukończył, punktował (w klasyfikacji generalnej, gdy zdobył co najmniej jeden punkt na przestrzeni sezonu, poza trzema powyższymi opcjami) |
| Niebieski                                                             | Ukończył, nie punktował (w klasyfikacji generalnej, gdy nie zdobył co najmniej jednego punktu na przestrzeni sezonu)                      |
| Czerwony                                                              | Nie zakwalifikował się (NZ) |
| Czerwony                                                              | Nie prekwalifikował się (NPK) |
| Różowy                                                                | Nie ukończył (NU) |
| Różowy                                                                | Niesklasyfikowany (NS) (w klasyfikacji generalnej, gdy nie został sklasyfikowany w żadnym wyścigu sezonu)                                 |
| Czarny                                                                | Zdyskwalifikowany (DK) |
| Czarny                                                                | Wykluczony (WYK/EX) |
| Biały                                                                 | Nie wystartował (NW) |
| Biały                                                                 | Kontuzjowany (K/INJ) |
| Biały                                                                 | Wyścig odwołany (OD/C) |
| Bez koloru                                                            | Został wycofany (WYC/WD) |
| Bez koloru                                                            | Nie przybył (NP/DNA) |
| Bez koloru                                                            | Nie brał udziału w treningach (NT/DNP) |
| Bez koloru                                                            | Nie został zgłoszony (–) |
| Pogrubienie                                                           | Start z pole position |
| Kursywa                                                               | Najszybsze okrążenie wyścigu |
| †                                                                     | Nie ukończył, ale jego rezultat został zaliczony ze względu na przejechanie więcej niż 90% dystansu wyścigu.                              |
| *                                                                     | Sezon w trakcie |
| 1/2/3                                                                 | Punktowana pozycja w sprincie kwalifikacyjnym                                                                                             |
| Lista systemów punktacji Formuły 1                                    | |

| Rok  | Zespół         | Wyniki w poszczególnych eliminacjach | Wyniki w poszczególnych eliminacjach | Wyniki w poszczególnych eliminacjach | Wyniki w poszczególnych eliminacjach | Wyniki w poszczególnych eliminacjach | Wyniki w poszczególnych eliminacjach | Wyniki w poszczególnych eliminacjach | Wyniki w poszczególnych eliminacjach | Wyniki w poszczególnych eliminacjach | Wyniki w poszczególnych eliminacjach | Wyniki w poszczególnych eliminacjach | Wyniki w poszczególnych eliminacjach | Wyniki w poszczególnych eliminacjach | Wyniki w poszczególnych eliminacjach | Wyniki w poszczególnych eliminacjach | Wyniki w poszczególnych eliminacjach | Wyniki w poszczególnych eliminacjach | Wyniki w poszczególnych eliminacjach | Punkty | Pozycja |
| ---- | -------------- | ------------------------------------ | ------------------------------------ | ------------------------------------ | ------------------------------------ | ------------------------------------ | ------------------------------------ | ------------------------------------ | ------------------------------------ | ------------------------------------ | ------------------------------------ | ------------------------------------ | ------------------------------------ | ------------------------------------ | ------------------------------------ | ------------------------------------ | ------------------------------------ | ------------------------------------ | ------------------------------------ | ------ | ------- |
| 2014 | ART Grand Prix | ESP                                  | ESP                                  | AUT                                  | AUT                                  | GBR                                  | GBR                                  | DEU                                  | DEU                                  | HUN                                  | HUN                                  | BEL                                  | BEL                                  | ITA                                  | ITA                                  | RUS                                  | RUS                                  | ARE                                  | ARE                                  | 161    | 3       |
| 2014 | ART Grand Prix | 5                                    | 5                                    | 5                                    | NW                                   | 3                                    | 4                                    | 1                                    | NU                                   | 11                                   | 9                                    | NW                                   | 17                                   | 3                                    | 3                                    | 2                                    | 3                                    | 2                                    | 11                                   | 161    | 3       |
| 2015 | ART Grand Prix | ESP                                  | ESP                                  | AUT                                  | AUT                                  | GBR                                  | GBR                                  | HUN                                  | HUN                                  | BEL                                  | BEL                                  | ITA                                  | ITA                                  | RUS                                  | RUS                                  | BHR                                  | BHR                                  | ARE                                  | ARE                                  | 200    | 3       |
| 2015 | ART Grand Prix | 5                                    | 1                                    | 6                                    | 2                                    | 1                                    | 8                                    | 3                                    | 5                                    | 3                                    | NU                                   | 4                                    | 1                                    | 9                                    | 7                                    | 1                                    | 6                                    | 1                                    | 7                                    | 200    | 3       |

### Podsumowanie
| Sezon | Seria                | Zespół             | Wyścigi | Zwycięstwa | PP | NO | Podium | Punkty | Pozycja |
| ----- | -------------------- | ------------------ | ------- | ---------- | -- | -- | ------ | ------ | ------- |
| 2012  | ADAC Formel Masters  | Lotus              | 23      | 9          | 7  | 8  | 16     | 329    | 1       |
| 2013  | Niemiecka Formuła 3  | Lotus              | 26      | 13         | 13 | 17 | 25     | 511    | 1       |
| 2014  | Seria GP3            | ART Grand Prix     | 16      | 1          | 2  | 3  | 7      | 161    | 3       |
| 2014  | Brytyjska Formuła 3  | Fortec Motorsports | 3       | 2          | 0  | 2  | 3      | 54     | 8       |
| 2015  | Seria GP3            | ART Grand Prix     | 18      | 5          | 1  | 1  | 8      | 200    | 3       |
| 2015  | Europejska Formuła 3 | EuroInternational  | 0       | 0          | 0  | 0  | 0      | 0      | –       |
| 2016  | Seria GP2            | Carlin             | 20      | 0          | 0  | 0  | 1      | 21     | 17      |